# Reine (chanson)
Pour les articles homonymes, voir Reine (homonymie).
Singles de Dadju
C'est plus l'heure
(2016) Ma fierté
(2017)
Clip vidéo
[vidéo] « Reine », sur YouTube
Reine est une chanson du chanteur français Dadju extraite de son premier album Gentleman 2.0. Elle est sortie en tant que premier single de l'album le 5 mai 2017.
Le single a atteint le top 10 en France et en Belgique (Ultratop Urban 50 wallon),. Il a également été certifié disque de diamant par le SNEP en France.

## Clip musical
Le clip de la chanson est sortie le 5 mai 2017 sur YouTube. En mai 2020, le clip a plus de 240 millions de vues.

## Accueil commercial
Reine a atteint le top 10 en France, culminant à la 2e place du Top Singles & Titres et la 9e place du classement SNEP Ventes}. En Belgique, le succès est plus confidentiel, atteignant la 36e place de l'Ultratop 50 wallon et la 10e place de l'Ultratop Urban 50 wallon. Il ne s'est pas classé dans l'Ultratop 50 flamand. En Suisse, le single atteint la 84e place du Schweizer Hitparade.
Le single est certifié disque de diamant par le Syndicat national de l'édition phonographique en France.

## Classements et certifications
| Classement (2017-19)                     | Meilleure position |
| ---------------------------------------- | ------------------ |
| Belgique (Wallonie Ultratop 50 Singles)  | 36                 |
| Belgique (Wallonie Ultratop R&B/Hip-Hop) | 10                 |
| France (SNEP)                            | 2                  |
| France (SNEP Ventes)                     | 9                  |
| Suisse (Schweizer Hitparade)             | 84                 |

| Classement (2017) | Meilleure position |
| ----------------- | ------------------ |
| France (SNEP)     | 31                 |

| Classement (2018) | Meilleure position |
| ----------------- | ------------------ |
| France (SNEP)     | 11                 |

### Certification
| Pays          | Certification | Ventes/streams certifiées |
| ------------- | ------------- | ------------------------- |
| France (SNEP) | Diamant       | 50 000 000                |